# Bill Berry
William "Bill" Thomas Berry (Duluth, 31 de julho de 1958) foi o baterista na banda de rock alternativo R.E.M. por 17 anos. Também foi baterista da banda Hindu Love Gods, que também compunha seus companheiros de R.E.M., Mike Mills, Peter Buck e Warren Zevon.
Berry nasceu em  Duluth, Minnesota, quinto filho de Don e Anna. Aos três anos, Berry e sua família se mudaram para Wauwatosa, Wisconsin, um subúrbio de Milwaukee,onde continuaram por mais sete anos. Em 1968, Eles estavam de mudança novamente, mas dessa vez para Sandusky, Ohio, às margens do Lago Erie.

## Carreira junto com o R.E.M.  (1980-1997)
Em 1972, a família Berry fez sua última mudança, para Macon, Geórgia, bem a tempo de Berry entrar no ensino médio. Foi lá que ele pode conhecer o baixista Mike Mills, que daí então ficaram amigos e tocaram em diversar bandas. A primeira tentativa deles de seguir o ramo musical foi frustrante e curta. "Eu terminei o ensino médio em 1976 e larguei as baquetas e vendi minha bateria", ele explicou. Ele e Mike decidiram tentar ganhar dinheiro da mesma forma que todas as outras pessoas normais ganham - arrumando um emprego. Eles então alugaram um apartamento na Arlington Street, em Macon, e Bill conseguiu um emprego na Paragon Booking Agency, no mesmo quarteirão.
Bill e Mike se mudaram para Athens, Geórgia em 1978, onde conheceram Michael Stipe e Peter Buck. O R.E.M. estaria então formado em 1980, e se tornaria uma das bandas mais aclamadas por volta de 1990.
Em 1995, Bill desmaiou no palco durante uma turnê, devido a um aneurisma cerebral.

## Aposentando-se da música (1997)
Em 30 de outubro de 1997, três semanas depois de Berry aparecer em todas as manchetes com sua saída da banda, a MTV foi informada e rapidamente enviou uma equipe de jornalistas ao quartel-general da banda, onde todos os membros da banda estavam unidos para sua última entrevista como um quarteto. Bill e Michael sentavam-se em frente à Mike e Peter.
“Eu simplesmente não acordei um dia e decidi 'não aguento mais estes rapazes' ou algo assim”, explicou Bill. “Eu sinto estar preparado para mudar de vida, sou jovem o suficiente para fazer outra coisa. Tenho batido nessas caixas desde que tinha 9 anos de idade, agora posso fazer outra coisa... Estou num ponto na minha vida em que algumas prioridades foram deslocadas. Eu amei meus 17 anos com os R.E.M., mas estou preparado para reflectir, avaliar, e mover para uma nova fase da minha vida. Nós quatro continuaremos com a mesma forte e grande amizade de sempre, e eu espero ouvir as próximas conquistas deles como o maior fã do R.E.M. ."

## Vida pessoal
Bill casou-se em 22 de Março de 1986 com Mari, com a qual namorou durante dois anos, se divorciando onze anos depois. É pai de um filho.